# Camera di nebulizzazione

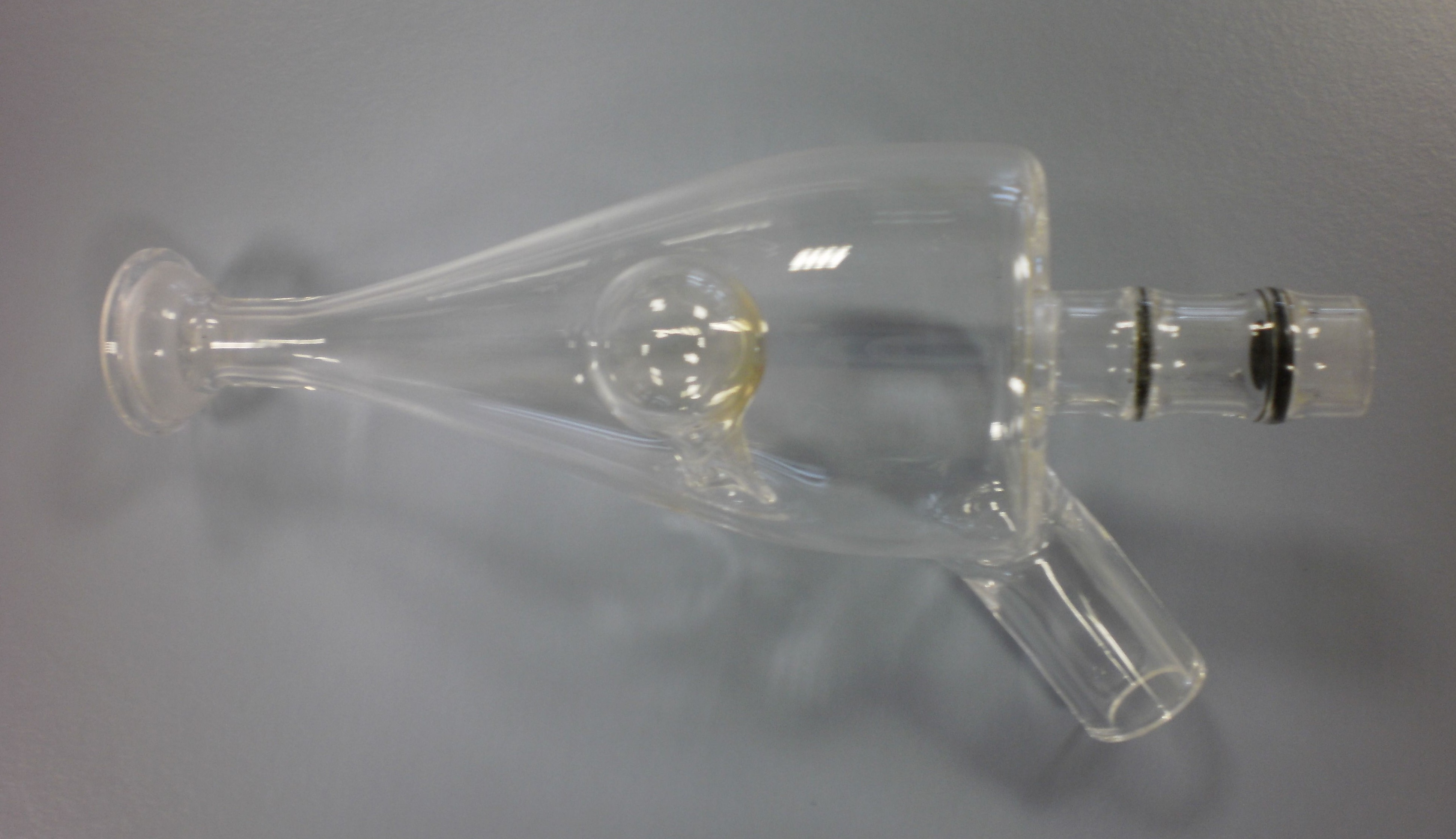
Un esempio di camera di nebulizzazione a singolo passo con goccia d'impatto

Una camera di nebulizzazione (o anche camera spray, dall'inglese spray chamber) è un'apparecchiatura usata nei sistemi di introduzione del campione nella spettroscopia atomica e nella spettrometria di massa inorganica.
Dato che ci può essere un'inefficienza nei processi di dissociazione, atomizzazione e ionizzazione da parte delle gocce grosse che entrano nel plasma, lo scopo primario della camera di nebulizzazione è di rimuovere le gocce di aerosol più grossolane (diametro maggiore di 8-10 µm); l'introduzione diretta dell'aerosol derivante dal nebulizzatore può inoltre creare interferenze non spettrali dovute alla possibile estinzione o raffreddamento del plasma, di conseguenza la camera di nebulizzazione ha anche lo scopo di ridurre la quantità di aerosol che raggiunge il plasma e diminuire la turbolenza associata al processo di nebulizzazione (principalmente alle pulsazioni generate dalla pompa peristaltica).
Le gocce grossolane vengono rimosse per collisione con le pareti della camera, e solamente quelle fini (con diametro compreso circa tra 5 e 10 µm) riescono ad entrare nel plasma. L'utilizzo della camera di nebulizzazione garantisce maggiore stabilità e riproducibilità dell'analisi ma comporta comunque una scarsa efficienza, dato che a flussi convenzionali (1 mL min−1) soltanto circa l'1% del campione (massimo il 2-3%) riesce a superare la camera stessa.
Costruite tipicamente in vetro o materiali polimerici (es. PFA) i principali tipi di camere sono:
- Camera a singolo passo
- Camera a doppio passo (di tipo Scott)
- Camera ciclonica

## Tipi di camere

### Camera a singolo passo

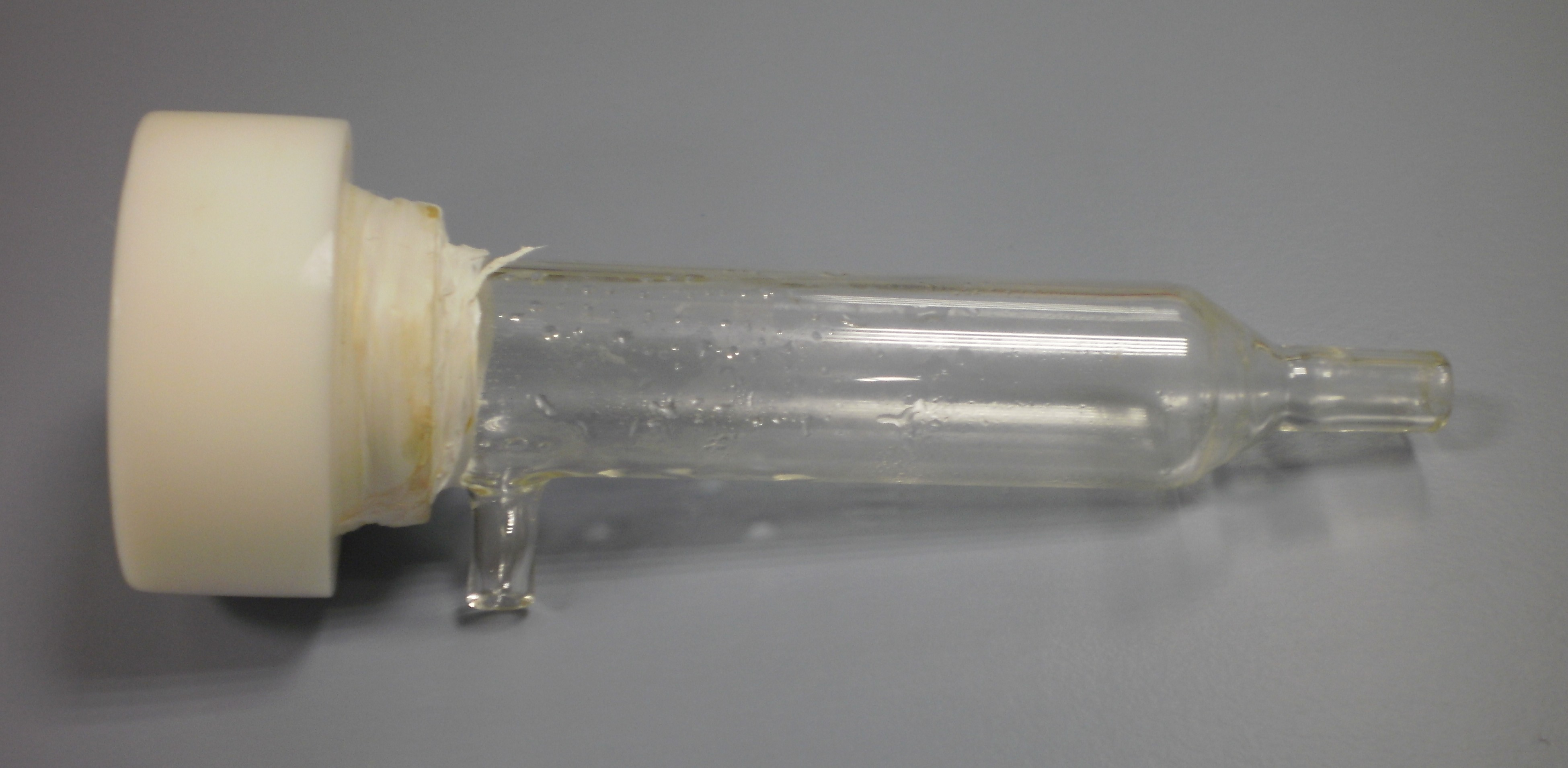
Una camera di nebulizzazione a singolo passo

La camera a singolo passo è la più semplice camera e consiste in una semplice camera di vetro diretta.
Spesso viene posta una goccia di vetro al suo interno per farvi collidere l'aerosol; è generalmente collegata a un sistema di desolvatazione per ridurre il carico di solvente nel plasma.

### Camera a doppio passo
La camera a doppio passo (o "tipo Scott") è la camera più comunemente usata e quella che produce l'aerosol terziario più fine.
Essa è costituita da 2 tubi concentrici: l'aerosol entra, passa attraverso il tubo centrale ed esce; le gocce più grosse collidono con le pareti ed escono per gravità dallo scarico, mentre quelle più piccole sono spinte tra il muro esterno della camera e il tubo centrale, uscendo quindi dalla camera.
La camera a doppio passo aumenta la stabilità del segnale in quanto riduce la turbolenza dovuta al nebulizzatore, ma avendo un volume morto non trascurabile aumenta il "wash-out time" (tempo necessario per rimuovere tutto il campione prima di introdurre il campione successivo).

### Camera ciclonica

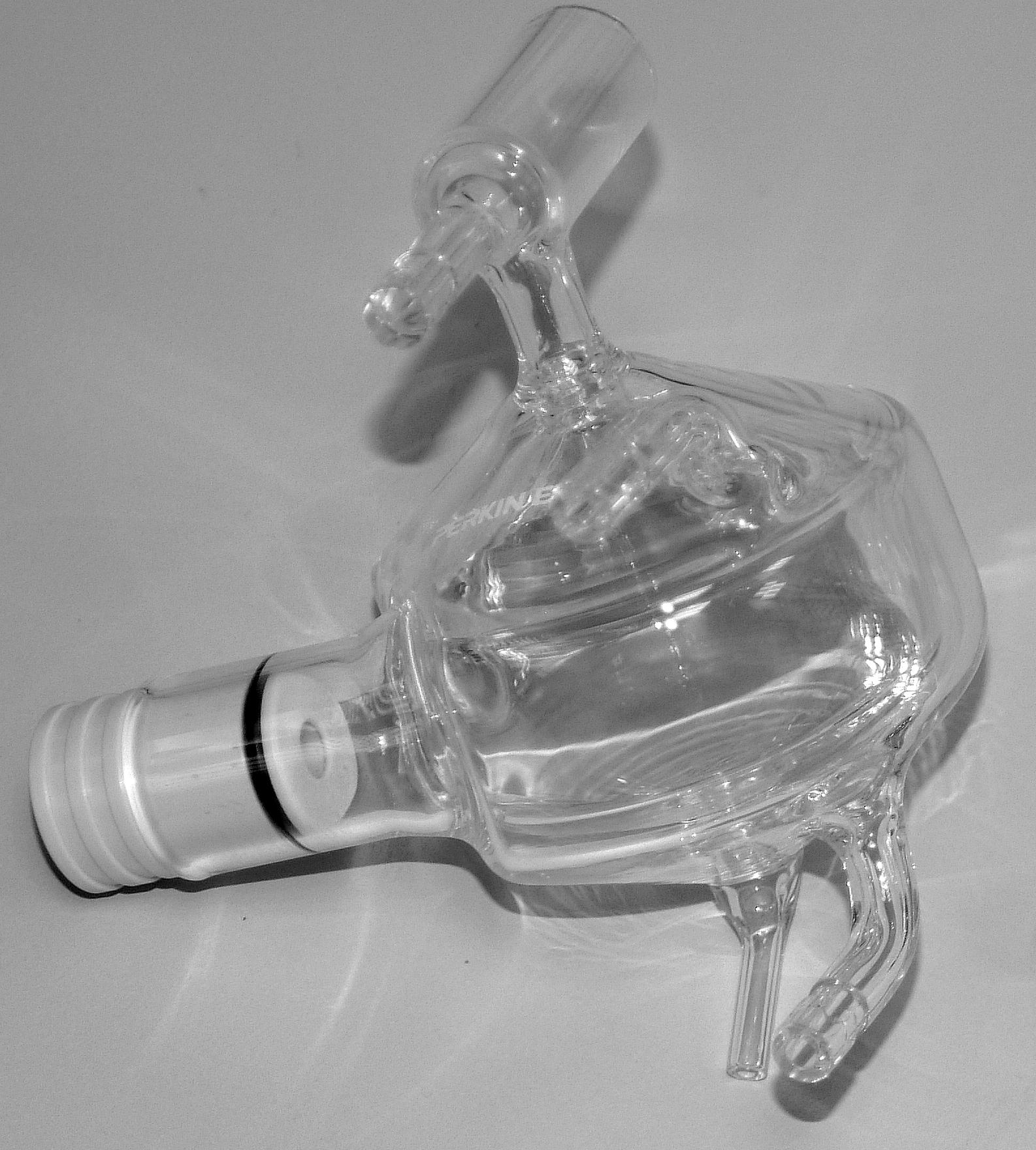
Una camera di nebulizzazione ciclonica

La camera ciclonica opera per forza centrifuga: l'aerosol entra tangenzialmente rispetto al flusso di argon e flussa circolarmente in un vortice; le gocce più grosse impattano sulle pareti e cadono nello scarico, mentre quelle più fini sono trasportate con il flusso di gas attraverso un tubo interno fino al plasma.
La camera ciclonica è caratterizzata rispetto alla camera a doppio passo da una maggiore efficienza (quindi una maggiore sensibilità e migliori limiti di rivelabilità), ma da una più ampia distribuzione delle dimensioni delle particelle (quindi precisioni inferiori). Inoltre possiede un basso volume morto.

### Altre camere
Oltre a queste camere esistono altri sistemi meno usati.
Uno di questi è il design "dual chamber" o "double chamber" (letteralmente "doppia camera"), il quale produce un aerosol molto fine che riduce il carico di solvente nel plasma e di conseguenza il rumore; questo è particolarmente importante nel miglioramento della precisione nelle misure di rapporti isotopici (che non necessitano tanto di bassi limiti di rivelabilità quanto di un basso rumore).

## Modifiche
Sistemi di desolvatazione per ridurre il carico di solvente che entra nel plasma includono camere di nebulizzazione raffreddate esternamente (con acqua o per effetto Peltier), tipicamente a 1-5 °C. Tra gli effetti positivi di questi sistemi ci sono la riduzione della formazione degli ossidi e la possibilità di aspirare solventi organici volatili.
Per ridurre il "wash-out time" è possibile anche ridurre il volume della camera di nebulizzazione; questo però comporta anche una diminuzione dell'efficienza, perché aumenta il rapporto superficie/volume e quindi la deposizione delle particelle.